# کودکی یک رهبر (فیلم)
کودکی یک رهبر (انگلیسی: The Childhood of a Leader) فیلمی بریتانیایی، فرانسوی در سبک تاریخی، معمایی و درام با کارگردانی بردی کوربت است. این فیلم شرح حال کودکی یک رهبر فاشیست در طول جنگ جهانی اول است. این فیلم در هفتاد و دومین جشنواره فیلم ونیز برنده جایزه بهترین کارگردانی و جایزه بهترین فیلم اول شد.

این فیلم که بر اساس داستان کوتاه کودکی یک رهبر نوشته ژان-پل سارتر (از کتاب دیوار) ساخته شده اولین فیلم بلند داستانی کوربت در مقام کارگردان به شمار می‌رود.